# Helpis occidentalis
Helpis occidentalis là một loài nhện trong họ Salticidae.
Loài này thuộc chi Helpis. Helpis occidentalis được Eugène Simon miêu tả năm 1909.